# Judentum in der Schweiz

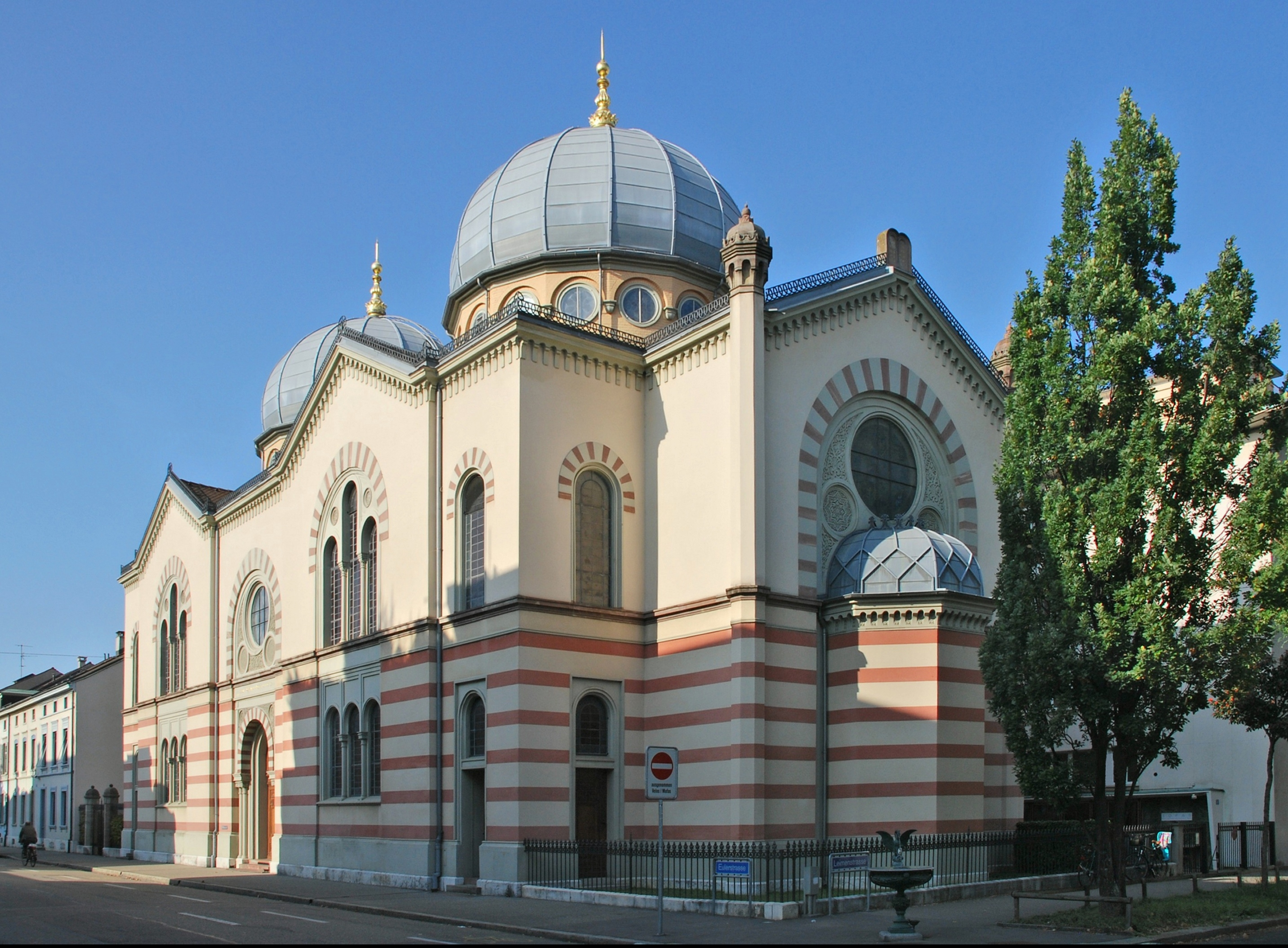
Grosse Synagoge in Basel

In der Schweiz leben heute etwas mehr als 20'000 Juden, das entspricht ungefähr 0,4 Prozent der Gesamtbevölkerung, was das Land zur zehntgrössten jüdischen Gemeinde Europas macht. Es lässt sich die genaue Anzahl aufgrund der jeweils unterschiedlichen Kriterien, nach denen man Menschen jüdischer Glaubensrichtung respektive Herkunft definieren kann, nur begrenzt feststellen. Die Mehrheit der aufgeführten Juden lebt in den Grossstädten des Landes, namentlich in Zürich, Genf und Basel, wobei circa 80 % der im Land lebenden Juden Schweizer Staatsbürger sind.
In der Alten Eidgenossenschaft lebten die Juden seit dem frühen 17. Jahrhundert in der Gemeinen Herrschaft Baden unter einem «teuren» Sonderstatut, letztmals beschlossen von der Tagsatzung 1776. Der Wohnsitz der Menschen jüdischen Hintergrundes war auf die beiden aargauischen Dörfer Endingen und Lengnau beschränkt, mit weiteren Ausnahmen im Raum der heutigen Westschweiz, u. a. in La Chaux-de-Fonds und Carouge. Die Helvetische Republik trieb zwar die Idee der Emanzipation voran, setzte sie aber nicht umfassend durch. Im Jahr 1866 wurden die jüdischen Staatsbürger der Schweiz dann per Bundesverfassungsentscheid gleichberechtigt.
Heute befindet sich in Basel das Jüdische Museum der Schweiz, das mit seiner Gründung 1966 das erste Museum seiner Art im deutschsprachigen Bereich nach dem Zweiten Weltkrieg war.

## Geschichte

### Anfänge
Vereinzelte archäologische Funde (Fingerring mit Menora) aus dem 4. Jahrhundert, die in Augusta Raurica gemacht wurden, deuten darauf hin, dass erste Angehörige des jüdischen Volkes mit den Römern in das Gebiet der heutigen Schweiz kamen. Die spärlichen Funde beantworten jedoch nicht die Frage, ob es sich bei dem Ring um den verlorenen Besitz eines durchreisenden jüdischen Händlers oder um ein Souvenir eines Römers handelt, oder ob es in Augusta Raurica ansässige jüdische Familien oder gar eine Kultusgemeinde gab. Zwar wurden Juden auch in dem nach 500 redigierten Burgunderrecht erwähnt, eine jüdische Siedlertätigkeit ist jedoch erst seit der zweiten Hälfte des 12. Jahrhunderts in Genf archäologisch nachweisbar.

### Mittelalter und Frühe Neuzeit
Im Jahr 1213 ist die Anwesenheit von Juden in Basel bezeugt, als der dortige Bischof die Rückgabe eines Pfandes anordnete, das er bei einem jüdischen Geldverleiher hinterlegt hatte. Im Laufe des 13. Jahrhunderts wurden jüdische Gemeinden in Luzern (1252), Bern (1262), St. Gallen (1268), Winterthur (vor 1270), Zürich (1273), Schaffhausen (1278), Zofingen und Bischofszell (1288), Rheinfelden (1290), Genf (1281), Montreux und Lausanne gegründet; die bedeutendsten befanden sich in Bern, Zürich und Luzern. In dieser Zeit waren sie zunehmenden Verfolgungen, oft nach dem Muster der Ritualmordlegende, ausgesetzt. So wurde 1293 in Bern aufgrund der vorgebrachten Behauptung, ein Jude namens Jöly (Joel) habe einen christlichen Knaben ermordet, der Beschuldigte hingerichtet, der jüdische Friedhof zerstört und die ganze jüdische Gemeinde aus der Stadt vertrieben. Der Knabe wurde später unter dem Namen Rudolf von Bern als Märtyrer verehrt.
Als 1348 in ganz Europa Pestepidemien ausbrachen, wurden die Juden beschuldigt, sie hätten Brunnen vergiftet und vielerorts auf dem Scheiterhaufen verbrannt, u. a. in Bern, Solothurn, Basel und Zürich. Die überlebende jüdische Bevölkerung wurde des Landes verwiesen, und so gab es in der Schweiz bis ins 19. Jahrhundert fast keine Juden.

### 18. Jahrhundert

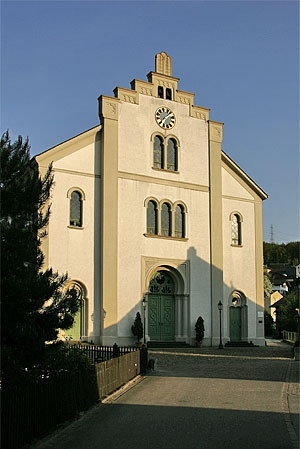
Eingang zur Synagoge in Endingen, Kanton Aargau

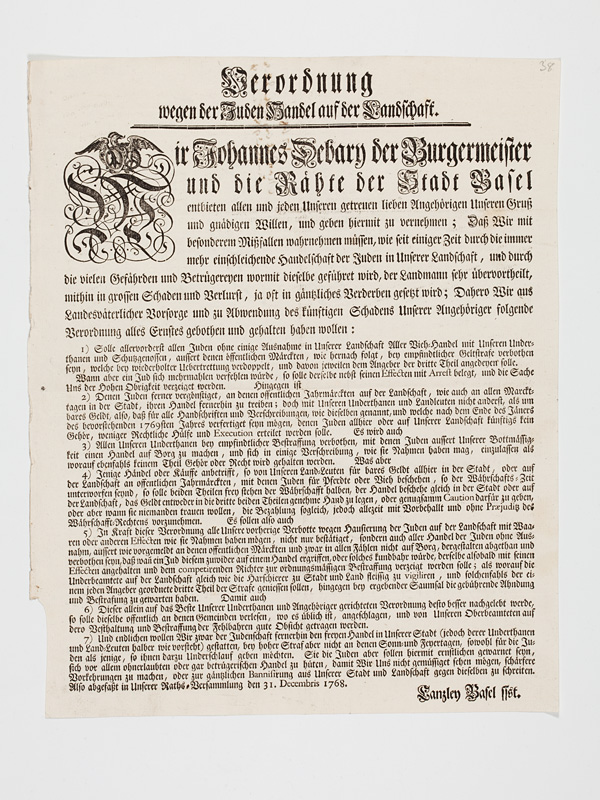
Verordnung wegen der Juden Handel auf der Landschaft (1768), in der Sammlung des Jüdischen Museums der Schweiz in Basel

Eine Ausnahme waren die nahe bei Zurzach, dem Austragungsort der Zurzacher Messe, gelegenen beiden aargauischen Dörfer Endingen und Lengnau, wo Juden seit dem 17. Jahrhundert als fremde Schutzgenossen Wohnsitz nehmen durften, und wo deshalb mit 553 Personen Ende des 18. Jahrhunderts fast die gesamte jüdische Bevölkerung der Schweiz lebte. Rechtlich waren die Juden starken Einschränkungen unterworfen. Verordnungen im 18. Jahrhundert regelten zum Beispiel, dass sie ihr Vieh nur auf offenen Märkten und nicht direkt beim Bauern kaufen bzw. verkaufen durften; Christen hatten keinerlei solcher Vorschriften. Grunderwerb war ihnen verboten, so dass die weder Landwirtschaft betreiben noch einen eigenen Friedhof einrichten konnten. Dieser wurde dann auf einer zu Waldshut gehörenden ehemaligen Rheininsel (Judenäule) gegenüber des schweizerischen Koblenz angelegt, die die Lengnauer und Endinger Juden 1689 pachten konnten. Nach 1750 wurde dann zwischen den Dörfer Endingen und Lengnau ein Jüdischer Friedhof eingerichtet.
Viele Kenntnisse über das Schweizer Judentum der damaligen Zeit ist dem reformierten Zürcher Pfarrer Johann Caspar Ulrich und seiner 1768 in Basel herausgegebenen Sammlung Jüdischer Geschichten, welche sich mit diesem Volk in dem XIII. und folgenden Jahrhunderten bis auf MDCCLX. in der Schweiz von Zeit zu Zeit zugetragen zu verdanken.
Eine 1776 erlassene eidgenössische Tagsatzung bestätigte, dass Juden lediglich in Endingen und Lengnau wohnen durften, gestattete ihnen aber neu in einem sehr engen Rahmen den Hausbesitz.
Die dem Einmarsch der Franzosen 1798 in die Schweiz folgende, nur kurzlebige Helvetik verbesserte die Situation für die Schweizer Juden nur marginal.

### 19. Jahrhundert
Im Laufe des 19. Jahrhunderts wurde die Situation der Schweizer Juden zunehmend paradox, da sich insbesondere die Regierung Frankreichs für die Wahrnehmung der Rechte ihrer jüdischen Mitbürger einsetzte, die in der Schweiz noch zahlreichen Diskriminierungen ausgesetzt waren. In der Bundesverfassung von 1848 galten die Niederlassungs- und Kultusfreiheit sowie Gleichheit im Gerichtsverfahren nur für christliche Schweizer. Erst mit der Teilrevision der Bundesverfassung von 1866 wurde den Juden in der Schweiz die Niederlassungsfreiheit und die volle Ausübung der Bürgerrechte gewährt, wobei der Kanton Aargau mit der Gleichberechtigung auch auf ortsbürgerlicher Ebene in Endingen und Lengnau bis 1879 zuwartete. Die 1893 angenommene Eidgenössische Volksinitiative «für ein Verbot des Schlachtens ohne vorherige Betäubung» zeigte, dass breite Kreise in der Schweiz antijüdisch gesinnt blieben.

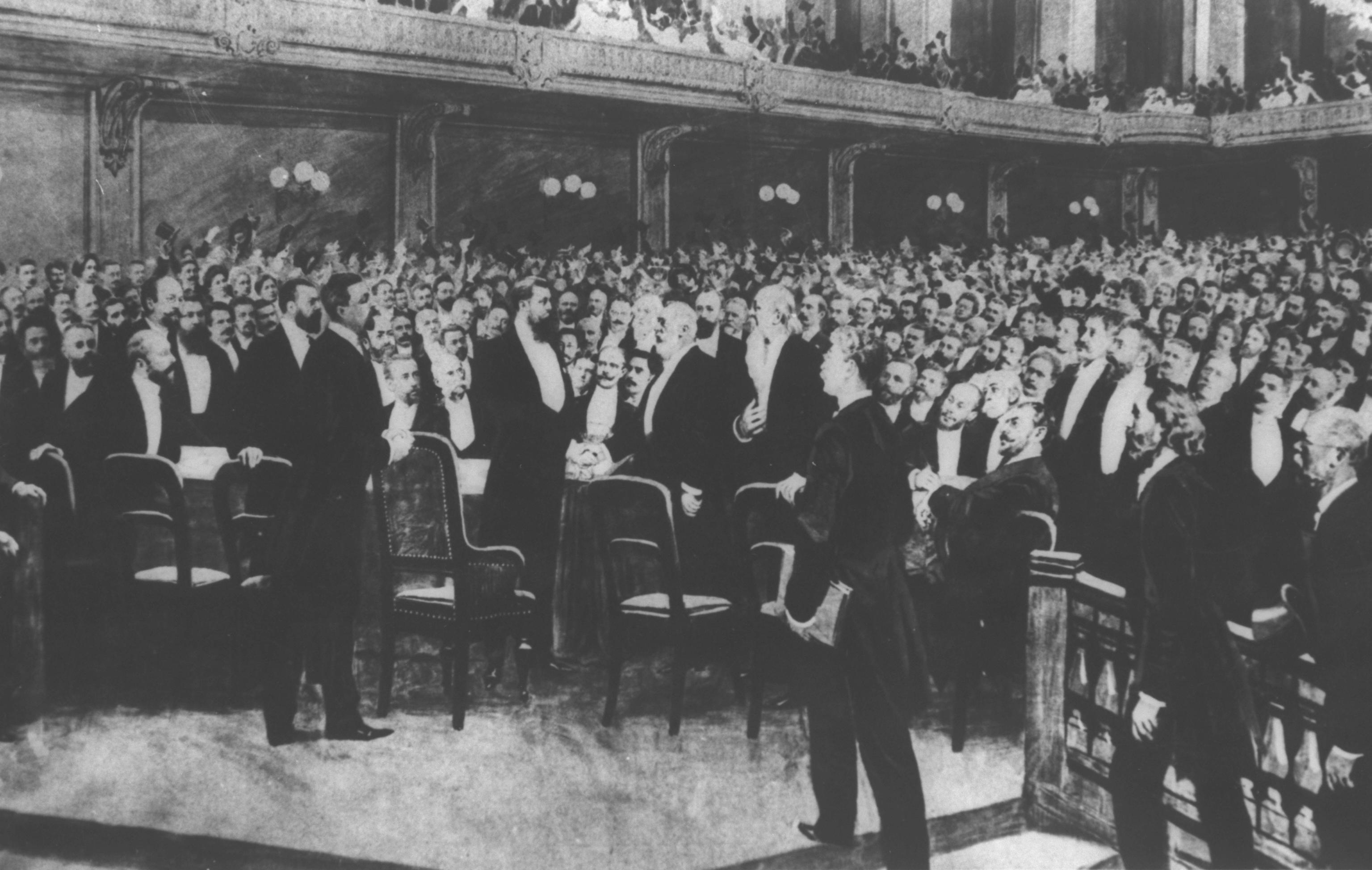
Teilnehmer des ersten Zionistenkongresses 1897 in Basel

1894 begann im Nachbarstaat Frankreich die Dreyfus-Affäre, die Theodor Herzl zu seinem 1896 veröffentlichten Buch Der Judenstaat bewegte, in dem er einen eigenen Staat für das jüdische Volk forderte und den Zionismus begründete. Unter Herzl fand 1897 in Basel der erste Zionistische Weltkongress statt. Dass der Kongress hierbei in der Schweiz – und nicht wie anfangs vorgeschlagen in München – stattfinden sollte, war unter anderem auch dem Engagement des Zürcher Nationalrats David Farbstein zu verdanken. Schliesslich fand der Kongress bis zur Staatsgründung Israels 1948 zehnmal in Basel statt, mehr also als in jeder anderen Stadt der Welt.

### 20. Jahrhundert und Gegenwart
In einem Gerichtsprozess (Berner Prozess), der zwischen 1933 und 1935 in Bern stattfand, wurden die antisemitischen Protokolle der Weisen von Zion zur Schundliteratur erklärt und deren Herausgeber zu einer Geldstrafe verurteilt. Das Urteil vom Mai 1935 wurde im November 1937 aus formaljuristischen Gründen kassiert. Als Gerichtssachverständiger war am damaligen Prozess Carl Albert Loosli beteiligt, der den Antisemitismus bereits 1927 in der Schrift Die schlimmen Juden! bekämpft hatte.

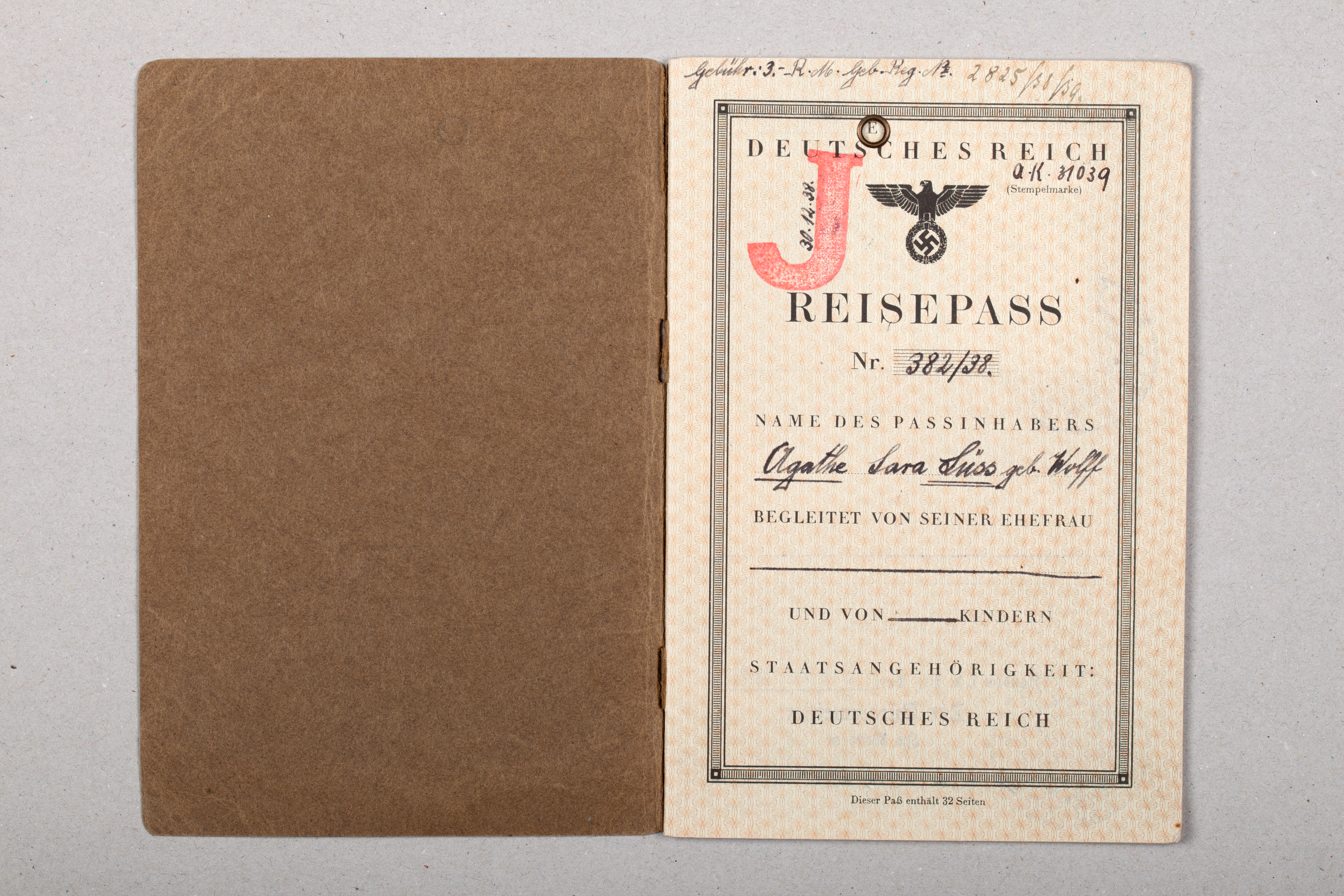
Pass von Agatha Süss, heute in der Sammlung des Jüdischen Museum der Schweiz in Basel

Im Zweiten Weltkrieg wurden an den Schweizer Grenzen mindestens 30'000 Personen abgewiesen, darunter auch viele Juden. Nach Verhandlungen mit der Schweiz wurden im nationalsozialistischen Deutschland ab 1939 die Pässe von Juden mit einem «J»-Stempel markiert. 1995 entschuldigte sich der Bundesrat während einer Gedenksitzung im Bundesparlament in Bern für die von der Schweiz im Zweiten Weltkrieg geführte Praxis gegenüber jüdischen Asylsuchenden an der Schweizer Grenze zum ersten Mal. Der damalige Bundespräsident Kaspar Villiger erwähnte hierbei: «Wir können uns nur verneigen vor jenen, die unsertwegen Leid und Gefangenschaft erlitten haben.» Erst mit der intensiven Aufarbeitung der Rolle der Schweiz im Zweiten Weltkrieg in den 1990er Jahren, u. a. mit dem Bergier-Bericht, dem Schlussbericht der Unabhängigen Expertenkommission Schweiz – Zweiter Weltkrieg, realisierte eine breitere Öffentlichkeit, dass Holocaust-Überlebende auch in der Schweiz wohnen und Schweizerinnen und Schweizer geworden sind.
Heute konzentriert sich die jüdische Bevölkerung auf die Grossstädte Basel, Genf und Zürich, wo es sowohl orthodoxe, konservative als auch liberale Gemeinden gibt. Die politische Organisation der jüdischen Einheitsgemeinden ist der 1904 gegründete Schweizerische Israelitische Gemeindebund (SIG). Im Jahr 1972 wurde die Israelitische Gemeinde Basel (IGB) als erste jüdische Gemeinde der Schweiz vom Kanton Basel-Stadt nach einer Volksabstimmung als öffentlich-rechtliche Körperschaft anerkannt. 1980 wurde der Basler Verlag Morascha gegründet, der seither eine Konstante im jüdischen Leben ist.
1999 wurde mit Ruth Dreifuss nicht nur die erste weibliche, sondern auch erste jüdische Bundespräsidentin der Schweiz gewählt. 2003 entstand die Plattform der Liberalen Juden der Schweiz (PLJS), die sich aus den jüdisch-liberalen Gemeinden in Basel, Genf und Zürich zusammensetzt. Auch der New Israel Fund (Schweiz) engagiert sich für liberale Werte. Dabei geht es um ein gerechtes Israel für Juden und Palästinenser «Aus Liebe zu Israel». Eine bekannte Person des öffentlichen Lebens und Mitglied des NIF ist Anne Lévy, die für das Bundesamt für Gesundheit die Covid-19-Politik der Schweiz vertreten hat.
Im 21. Jahrhundert schrumpfen die jüdischen Gemeinden in der Schweiz rasch. Viele Gemeinden ausserhalb von Basel, Genf und Zürich verfügen nur noch über wenige, meist sehr alte Mitglieder. Die Gründe dafür sind die Assimilation der Juden in der Schweizer Mehrheitsgesellschaft sowie ihre Auswanderung nach Israel und in die USA, ebenso die Abwanderung nach Basel, Genf und Zürich. So wurde auf Ende 2015 die Gemeinde in Kreuzlingen aufgelöst. Bereits früher haben sich die Gemeinden in Pruntrut, Yverdon-les-Bains, Avenches, Davos und Delsberg aufgelöst. Neu ist Chabad heute in Zug vertreten.
Mit einer repräsentativen Umfrage aus dem Jahr 2022 wurde die Verbreitung von Stereotypen gegenüber den Juden in der Schweiz ermittelt. Mehr Kriterien für Antisemitismus erfüllten dabei häufiger Personen aus dem rechten als dem linken politischen Spektrum sowie ältere gegenüber jüngeren Personen. Als dritte zentrale Erkenntnis nannte der Tages-Anzeiger die häufigere Verbreitung von jüdischen Feindbildern unter Muslimen, wobei nach der Aussage der Forscherin Christina Späti jedoch die religiöse Zugehörigkeit gegenüber der politischen Einstellung dieser Personen und bestimmter Herkunftsländer überbewertet würde.

## Orte mit jüdischen Gemeinden

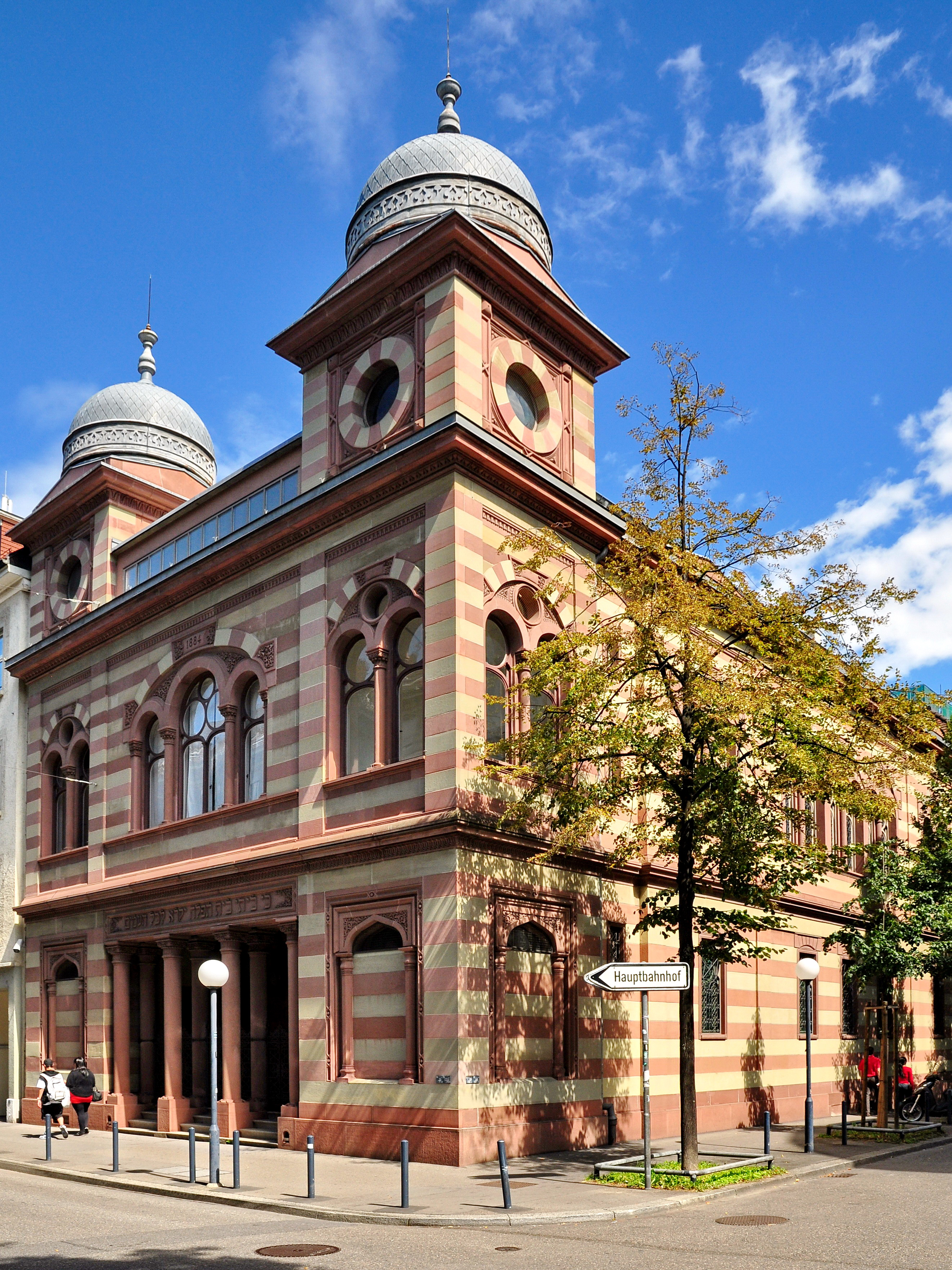
Synagoge der Israelitischen Cultusgemeinde Zürich (ICZ) in Zürich

- Baden
- Basel[30] (siehe Hauptartikel Judentum in Basel)
  - Israelitische Gemeinde Basel
  - Israelitische Religionsgesellschaft Basel
  - Liberale Jüdische Gemeinde Migwan
- Bern (siehe Hauptartikel Judentum in Bern)
  - Jüdische Gemeinde Bern
- Biel/Bienne
- Bremgarten
- La Chaux-de-Fonds
- Crans-Montana
- Endingen AGDie Grande Synagogue in Genf
- Freiburg

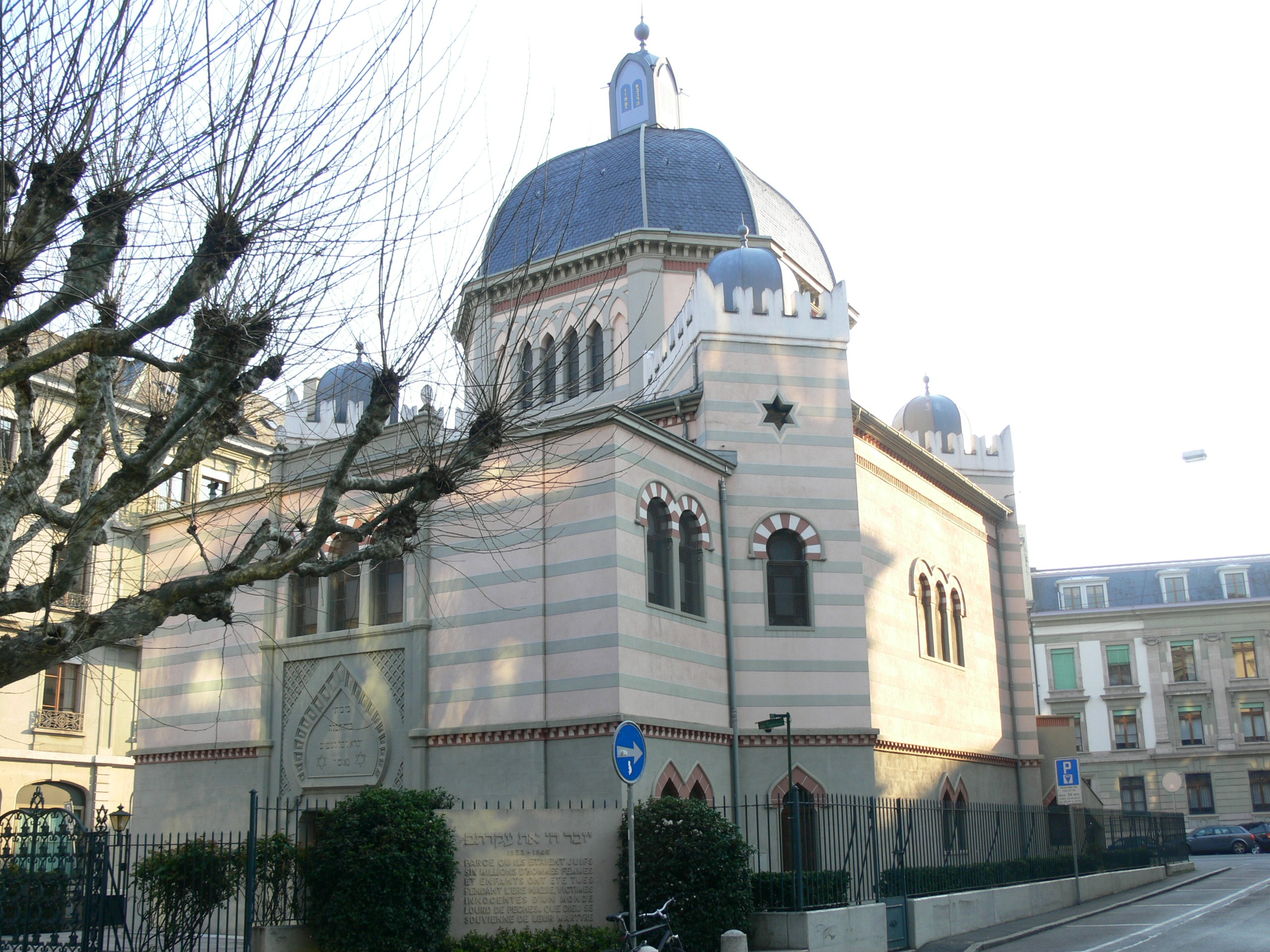
Die Grande Synagogue in Genf

- Genf (siehe Hauptartikel Judentum in Genf)
  - Communauté Israélite de Genève
  - Communauté Israélite Libérale de Genève
  - Synagogue Sépharade Hekhal Haness
- LausanneDie Synagoge in Bern
- Lengnau AG (Altersheim)
- Lugano
- Luzern
- St. Gallen
- Vevey und Montreux
- Winterthur

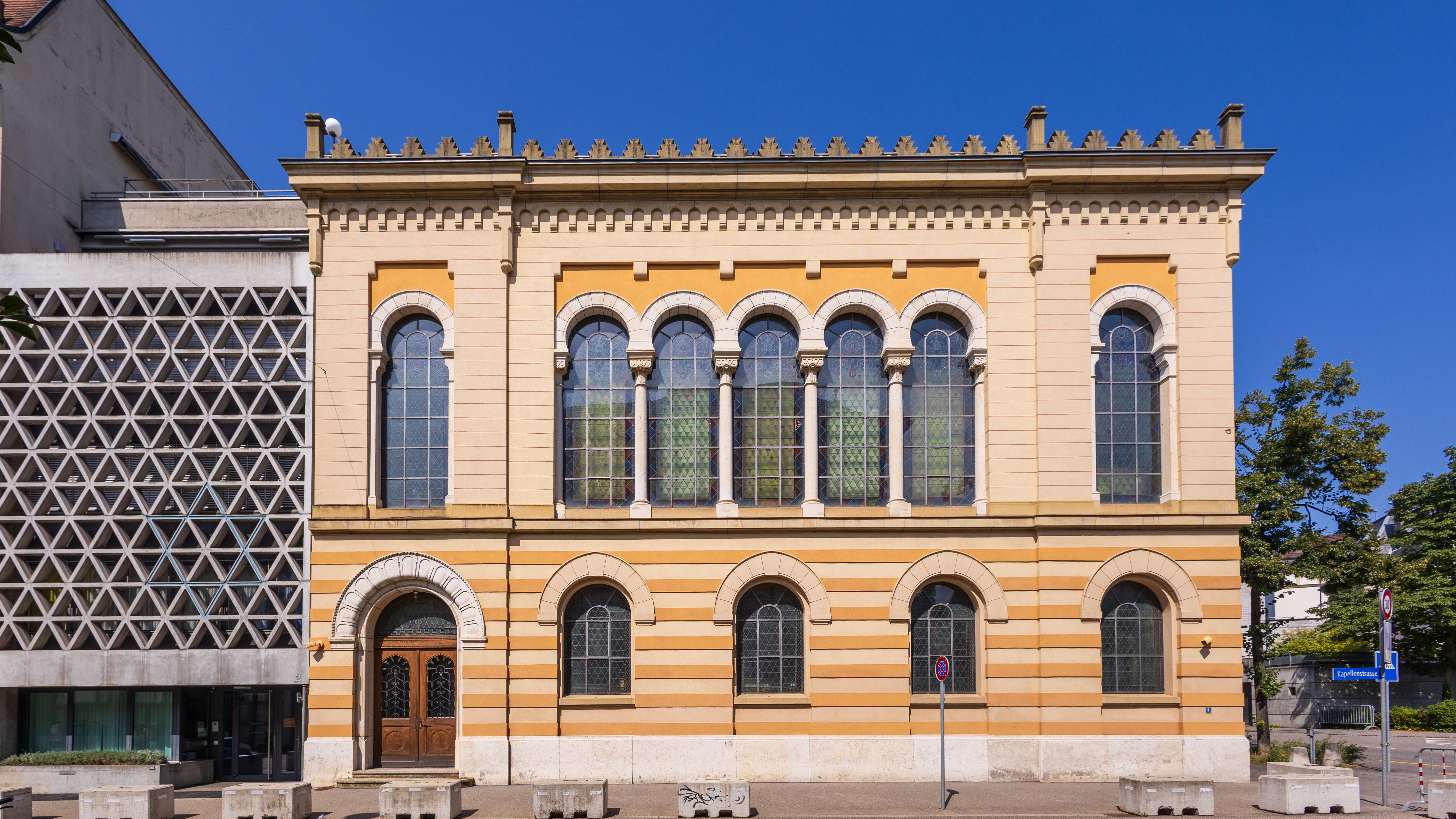
Die Synagoge in Bern

- Zürich (siehe Hauptartikel Judentum in Zürich)
  - Israelitische Cultusgemeinde Zürich (ICZ)
  - Israelitische Religionsgesellschaft Zürich (IRGZ)
  - Jüdische Gemeinde Agudas Achim Zürich
  - Jüdische Liberale Gemeinde Or Chadasch Zürich (erste liberal-jüdische Gemeinde im deutschsprachigen Bereich nach 1945)

## Synagogen
In den meisten historisch großen Städten in der Schweiz finden sich Synagogen oder Gebetsräume. Die großen Städte Zürich und Genf mit mehreren Gemeinden verfügen auch über mehrere Synagogen. Ansonsten finden sich Synagogen noch in kleineren Orten, wo früher Juden lebten.

## Friedhöfe
Zu den wichtigsten jüdischen Friedhöfen in der Schweiz zählen:
- Israelitischer Friedhof Basel
- Jüdischer Friedhof Bern
- Jüdischer Friedhof Carouge bei Genf
- Jüdischer Friedhof Endingen
- 6 Friedhöfe in Zürich

## Prominente Schweizer Juden
Nachfolgend eine unvollständige Aufzählung jüdischer Frauen und Männer mit Bezug zur Schweiz (zeitlich geordnet): 

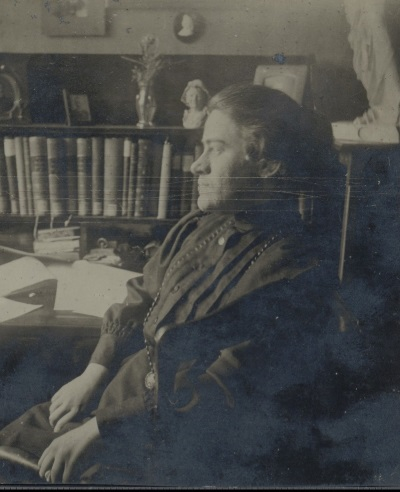
Anna Tumarkin, erste Professorin für Philosophie der Schweiz, Universität Bern
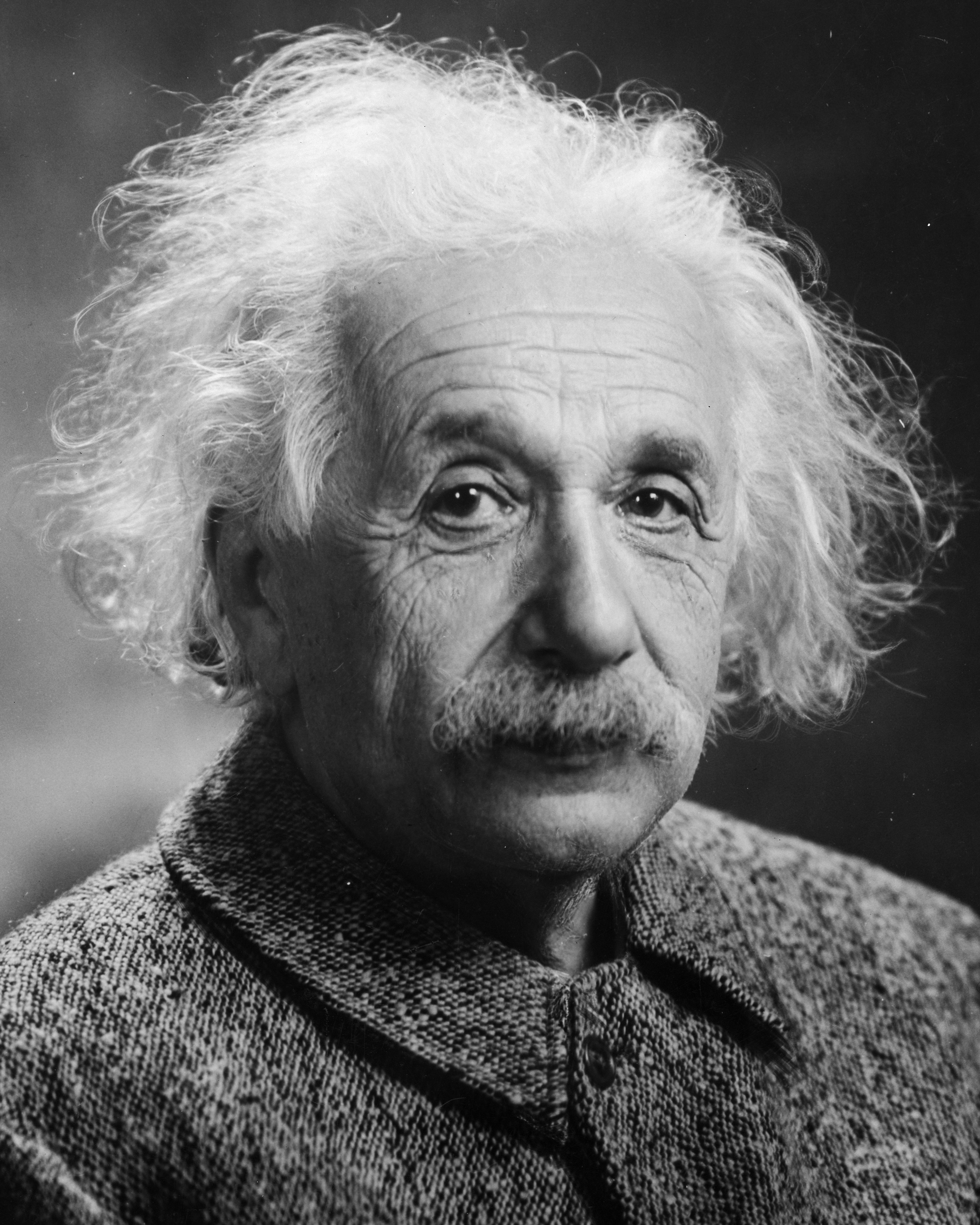
Albert Einstein, Nobelpreis für Physik, seit 1901 Staatsbürger der Schweiz
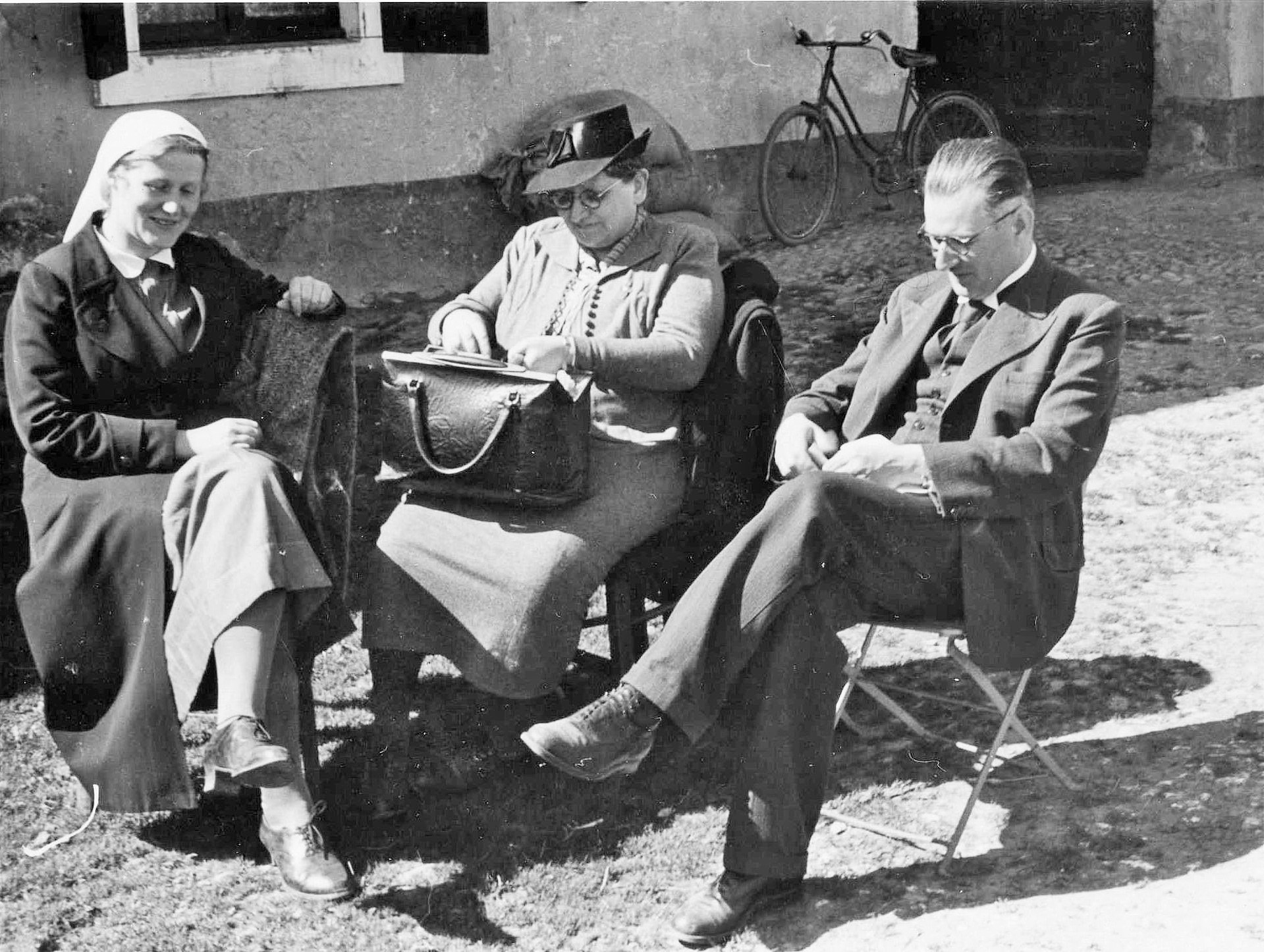
Regina Kägi-Fuchsmann (Mitte), Frauenrechtlerin und Flüchtlingshelferin
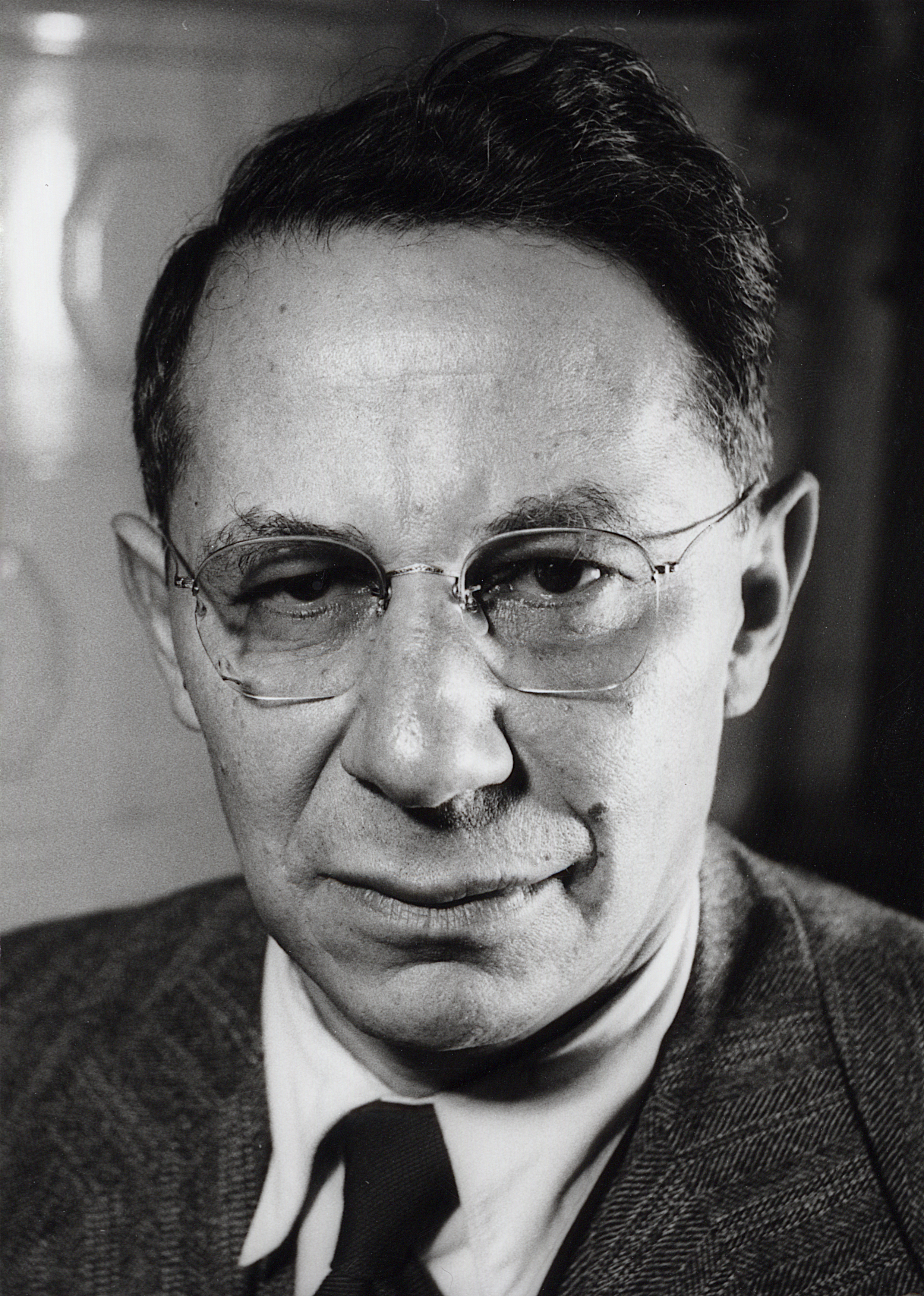
Tadeus Reichstein, Nobelpreis für Medizin, Universität Basel
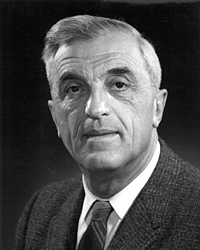
Felix Bloch, Nobelpreis für Physik, CERN
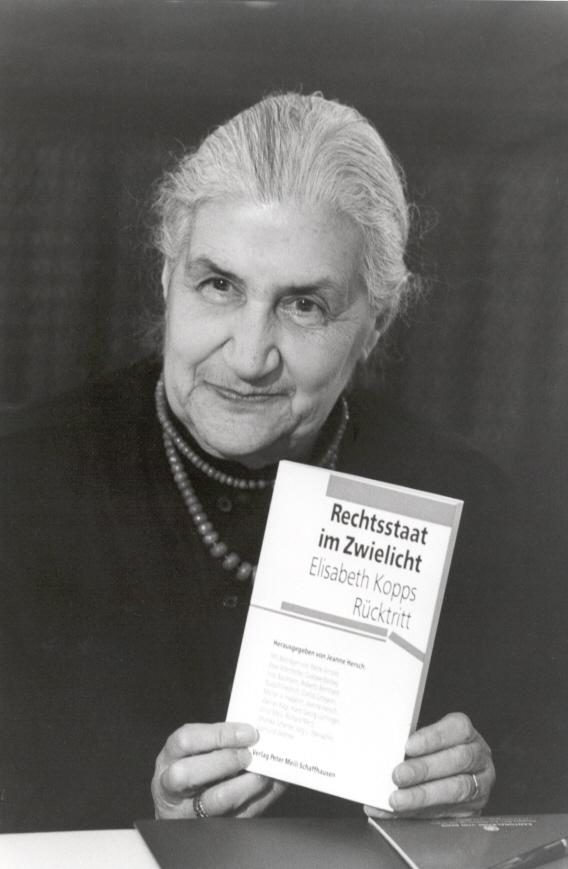
Jeanne Hersch, Professorin für Philosophie an der Universität Genf
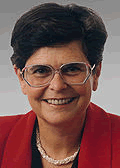
Ruth Dreifuss, erste jüdische Bundespräsidentin der Schweiz

- Markus G. Dreyfus (1812–1877), Vorkämpfer für die Emanzipation
- Alfred Stern (1846–1936), Historiker an der ETH Zürich
- David Farbstein (1868–1953), zweiter jüdischer Nationalrat
- Michele Besso (1873–1955), schweizerisch-italienischer Ingenieur und enger Vertrauter von Albert Einstein
- Edmond Fleg (1874–1963), französischer Schriftsteller schweizerischer Herkunft
- Anna Tumarkin (1875–1951), Professorin für Philosophie
- Albert Einstein (1879–1955), Physiker und Nobelpreisträger mit Schweizer Pass
- Rosa Bloch (1880–1922), Vorkämpferin der Arbeiterbewegung
- Ernest Bloch (1880–1959), Komponist
- Fritz Strich (1882–1963), Literaturwissenschaftler
- Nettie Sutro-Katzenstein (1889–1967), Historikerin und Flüchtlingshelferin
- Regina Kägi-Fuchsmann (1889–1972), Frauenrechtlerin und humanitäre Aktivistin
- Camille Bloch (1891–1970), Schokoladenfabrikant
- Leopold Szondi (1893–1986), Psychiater, Begründer der «Schicksalsanalyse»
- Albert Cohen (1895–1981), Schriftsteller
- Ernst Levy (1895–1981), Komponist
- Lazar Wechsler (1896–1981), Filmproduzent
- Kurt Guggenheim (1896–1983), Schriftsteller
- Tadeus Reichstein (1897–1996), Chemiker und Nobelpreisträger
- Willy Guggenheim, genannt Varlin (1900–1977), Maler
- Kurt Hirschfeld (1902–1964), Regisseur und Dramaturg
- Leopold Lindtberg (1902–1984), Regisseur
- Felix Bloch (1905–1983), Physiker und Nobelpreisträger
- Betty Halff-Epstein (1905–1991), Unternehmerin und Präsidentin der Schweizer WIZO-Föderation 1944–1962
- Edith Oppenheim-Jonas (1907–2001), Kinderbuchautorin (Papa Moll) und Künstlerin
- Veit Wyler (1908–2002), Rechtsanwalt und zionistischer Politiker
- Lothar Rothschild (1909–1974), Schweizer Rabbiner und Publizist
- Rolf Liebermann (1910–1999), Komponist
- Jeanne Hersch (1910–2000), Philosophin
- Max G. Bollag (1913–2005), Kunsthändler und Original
- Mosche Botschko (1916–2010), Rabbiner und Rosch Jeschiwa
- Yehudi Menuhin (1916–1999), Violinist (heimatberechtigt in Grenchen SO)
- Hans Josephsohn (1920–2012), Schweizer Bildhauer
- Jean Starobinski (1920–2019), Arzt, Schriftsteller und Universitätsprofessor
- Sigi Feigel (1921–2004), Rechtsanwalt und Kämpfer gegen den Rassismus
- André Kaminski (1923–1991), Schriftsteller
- Pinkas Braun (1923–2008), Schauspieler
- Alice Miller (1923–2010), Psychologin und Kindheitsforscherin
- Victor Fenigstein (1924–2022), Komponist und Klavierpädagoge
- Robert Frank (1924–2019), Fotograf
- Buddy Elias (1925–2015), Schweizer Schauspieler, Cousin Anne Franks
- Franz Wurm (1926–2010), Autor und Übersetzer
- Arthur Cohn (* 1927), Filmproduzent
- Branco Weiss (1929–2010), Unternehmer und Mäzen
- Rolf Bloch (1930–2015), Schokoladenfabrikant, Unternehmer und Präsident des Schweizerischen Israelitischen Gemeindebunds 1992–2000
- Alfred Donath (1932–2010), Schweizer Mediziner und Präsident des Schweizerischen Israelitischen Gemeindebunds 2000–2008
- Ralph Zloczower (* 1933), Zentralpräsident des Schweizerischen Fussballverbands
- René Bloch (* 1937), Psychiater und Psychotherapeut
- Ruth Dreifuss (* 1940), erste jüdische Bundesrätin und Bundespräsidentin
- François Loeb (* 1940), Unternehmer (Loeb) und Nationalrat
- Konrad Feilchenfeldt (* 1944), Literaturwissenschaftler
- Roger Schawinski (* 1945), Medienunternehmer und Medienpionier
- Charles Lewinsky (* 1946), Schriftsteller
- Herbert Winter (* 1946), Rechtsanwalt und Präsident des Schweizerischen Israelitischen Gemeindebunds.
- Jossi Wieler (* 1951), Theaterregisseur
- Bea Wyler (* 1951), Rabbinerin und Autorin
- Pierre Rothschild (* 1952), Journalist, Medienunternehmer, TV und Film
- Sacha Wigdorovits (* 1952), Journalist, PR-Berater
- Ralph Lewin (* 1953), Regierungsrat im Kanton Basel-Stadt
- Dani Levy (* 1957), Schauspieler und Regisseur
- Carlo Strenger (1958–2019), Professor für Psychologie und Philosophie in Tel Aviv und Publizist
- Renée Levi (* 1960), Malerin und Professorin am Institut Kunst HGK Basel
- Daniel Jositsch (* 1965), Professor für Strafrecht an der UZH und Zürcher Ständerat
- Alain de Botton (* 1969), Schriftsteller
- Anatole Taubman (* 1970), Schauspieler
- Thomas Meyer (* 1974), Schriftsteller
- Joël Dicker (* 1985), Schriftsteller und Gewinner des Prix Goncourt

## Schweizerische «Gerechte unter den Völkern»
Siehe Hauptartikel Liste der Gerechten unter den Völkern aus der Schweiz
Nach dem Zweiten Weltkrieg wurde die Bezeichnung Gerechter unter den Völkern verwendet, um nichtjüdische Personen zu bezeichnen, die ihr Leben dafür einsetzten, um Juden vor dem Holocaust zu retten. In der Schweiz gehörten u. a. folgende Personen zu diesen «Gerechten»:
- Karl Barth
- Friedrich Born
- Paul Grüninger
- Gertrud Kurz
- Carl Lutz

## Bevölkerungsentwicklung 1860–2010
Nach den seit 1860 durchgeführten Volkszählungen hat sich die Anzahl der Personen, die sich zum jüdischen Glauben bekannten (1860 und 1870 wurden «Israeliten und andere Nichtchristen» gezählt und 1870 und 1880 nur die ortsanwesende Bevölkerung), im Verhältnis zur Gesamtbevölkerung wie folgt entwickelt:
| Jahr | Personen | %   |
| ---- | -------- | --- |
| 1850 | 03'145   | 0,1 |
| 1860 | 04'216   | 0,2 |
| 1870 | 06'996   | 0,3 |
| 1880 | 07'373   | 0,3 |
| 1888 | 08'069   | 0,3 |
| 1900 | 12'264   | 0,4 |
| 1910 | 18'462   | 0,5 |
| 1920 | 20'979   | 0,5 |
| 1930 | 17'973   | 0,4 |
| 1941 | 19'429   | 0,4 |
| 1950 | 19'048   | 0,4 |
| 1960 | 19'984   | 0,4 |
| 1970 | 20'744   | 0,3 |
| 1980 | 18'330   | 0,3 |
| 1990 | 17'577   | 0,2 |
| 2000 | 17'914   | 0,2 |
| 2010 | 20'991   | 0,4 |

## Filme
- Eine Synagoge zwischen Tal und Hügel, Regie Franz Rickenbach, Kamera Pio Corradi, Produktion CH 1999, Dauer 139 Min.
- Matchmaker – Auf der Suche nach dem koscheren Mann, Regie Gabrielle Antosiewicz, Kamera Michael Spindler, Produktion CH 2005, Dauer 70 Min.
- Das Boot ist voll. Film von Markus Imhoof nach dem gleichnamigen Buch von Alfred A. Häsler.
- Akte Grüninger